# Ghiacciaio Cordini
Il ghiacciaio Cordini (in inglese Cordini Glacier) è un ghiacciaio lungo circa 18 km situato sulla costa di Wilkins, nella parte orientale della Terra di Palmer, in Antartide. Il ghiacciaio, il cui punto più alto si trova a circa 250 m s.l.m., si trova nelle vicinanze del monte Bailey da dove fluisce scorrendo tra punta Lewis e il nunatak James e andando poi ad alimentare la piattaforma glaciale Larsen D.

## Storia
Il ghiacciaio Cordini è stato mappato dallo United States Geological Survey (USGS) nel 1974 sulla base di ricognizioni effettuate dalla marina militare statunitense tra la fine degli anni 1960 e l'inizio degli anni 1970, e così battezzato dal Comitato consultivo dei nomi antartici in onore del ricercatore argentino I. Rafael Cordini, autore di numerosi testi sulla geologia della Penisola Antartica e della regione del mare di Weddell.